# Telekgerendás
Telekgerendás is een plaats (község) en gemeente in het Hongaarse comitaat Békés. Telekgerendás telt 1665 inwoners (2002).